# دامين رايس
دامين رايس (Damien Rice) من مواليد 7 ديسمبر 1973. هو مغني و كاتب أغاني ومنتج وموسيقى إرلندي .

## روابط خارجية
- دامين رايس على موقع IMDb (الإنجليزية)
- دامين رايس على موقع ألو سيني (الفرنسية)
- دامين رايس على موقع ميوزك برينز (الإنجليزية)
- دامين رايس على موقع إن إن دي بي (الإنجليزية)
- دامين رايس على موقع أول ميوزيك (الإنجليزية)
- دامين رايس على موقع ديسكوغز (الإنجليزية)
- دامين رايس على موقع قاعدة بيانات الفيلم (الإنجليزية)